# André Jousseaume
Pour les articles homonymes, voir Jousseaume.
André Jousseaume, né à Yvré-l'Évêque (Sarthe) le 27 juillet 1894 et décédé le 26 mai 1960 à Chantilly (Oise), était un officier militaire et cavalier français membre de l'équipe de France de dressage. Il fut à cinq reprises médaillé aux Jeux olympiques, sur quatre olympiades, malgré la coupure de la Seconde Guerre mondiale.
Officier d'artillerie, André Jousseaume suit le cours de lieutenant d'instruction à l'École d'application de la cavalerie de Saumur en 1924. Il occupe ensuite le poste d'instructeur d'équitation à l'école d'artillerie de Fontainebleau et remporte plusieurs championnats du cheval d'arme (concours complet), se classant souvent premier de l'épreuve de dressage. C'est un cavalier complet, aussi adroit en concours complet qu'en concours hippique. Son domaine de prédilection est cependant le dressage, pour lequel son palmarès est exceptionnel et permet à la France de briller pendant 20 ans, de 1932 à 1952, avec, notamment, les colonels Lesage et Gillois (autre artilleur), le commandant Marion, les capitaines de Minvielle, Lavergne et le lieutenant de Balorre.
Entraîné à Saumur par le colonel Danloux au sein de l'équipe internationale de dressage, André Jousseaume prend part aux Jeux olympiques de 1932 (Los Angeles) avec la jument Sorella. Il se classe 5e du Grand Prix de dressage et remporte la médaille d'or par équipe.
À nouveau sélectionné pour les jeux de Berlin en 1936, il se classe 5e avec Favorite et remporte la médaille d'argent par équipe, derrière l'équipe allemande.
En 1938, il remporte, encore avec Favorite, le grand prix de dressage du Horse-show de Londres devant le capitaine Lavergne, prenant sa revanche sur les cavaliers allemands, grands vainqueurs des jeux de 1936.
En 1948 à Londres, il prend part à l'épreuve olympique de dressage et remporte la médaille d'argent individuelle avec Harpagon, ainsi que la médaille d'or par équipe.
Sa dernière participation aux jeux olympiques date de 1952, encore avec Harpagon qui lui permet de remporter la médaille de bronze individuelle.
Parvenu à l'âge de la retraite, le colonel Jousseaume prend la direction du cercle hippique de Chantilly, installé dans les grandes écurie du château. Il y forme d'abord seul puis avec la collaboration du colonel Laffargue, ancien écuyer de Saumur puis entraîneur de l'équipe égyptienne de concours hippique, de nombreux cavaliers de dressage, dont Jean Salmon, et tente avec Minutier, de donner un successeur à Harpagon. Le club organise des reprises de perfectionnement de dressage, mettant à la disposition de ses membres une dizaine de chevaux dressés au niveau du prix Saint-Georges, ce qui est exceptionnel en France.
En 1951, le colonel Jousseaume publie "Dressage", manuel essentiellement orienté vers la progression qui doit être respectée pour réussir dans cette discipline.
Il meurt à Chantilly le 26 mai 1960.

## Palmarès

### Jeux olympiques
- Champion olympique de dressage par équipe en 1932 aux côtés de Xavier Lesage et Charles Marion.
- Champion olympique de dressage par équipe en 1948 aux côtés de Jean Saint-Fort Paillard et Maurice Buret.
- Médaille d'argent en dressage individuel en 1948.
- Médaille d'argent en dressage par équipe en 1936 aux côtés de Gérard de Balorre et Daniel Gillois.
- Médaille de bronze en dressage individuel en 1952.

### Autres
- Championnat de France du cheval d'arme, épreuve de dressage à trois reprises[1], 1930[2], 1931[3] et 1934[4] (deuxième en 1935[5]).
- Concours international de dressage de Thoune (Suisse) en juin-juillet 1934, prix Saint-Georges et épreuve olympique[6].
- Concours hippique de Fontainebleau en septembre 1934, Prix du Mont Ussy (militaire), et la Coupe militaire[7].
- Concours hippique de Bourges en octobre 1934, Prix de Jacques Cœur (militaire)[8].
- Concours hippique de Vichy en août 1935, l'épreuve de fond militaire[5].
- Concours hippique de Vittel en août 1935, le prix Hépar (avec Étain)[9].
- Concours hippique de Fontainebleau en septembre 1935, la Coupe militaire[10].
- Concours hippique international en novembre 1935 (avec les capitaines Pierre Clave et Antoine Nobili)[11].
- Présentation de la Reprise de Dressage du programme olympique de 1932 à Los Angeles: Concours hippique de Joigny, juillet 1933[12].
- Présentation de la Reprise de Dressage du programme olympique de 1932 à Los Angeles: Chateaudun 1935.
  - 5e au dressage individuel aux JO de 1936, sur Favorite[13] (devant le lieutenant de Balorre 6e[14]).